# Racines (album de Matt Houston)
Albums de Matt Houston
Papa est back
(2010)
Singles
1. Positif
Sortie : 23 avril 2012

Racines est le sixième album du chanteur de RnB Matt Houston sorti le 25 juin 2012.
Le premier single de l'album intitulé Positif est sorti le 23 avril 2012. Il s'est placé à la 5e position dans le classement SNEP.

## Liste des pistes
| 1.    | Positif (featuring P-Square)               | Matt Houston |  | 3:49 |
| 2.    | Happy Birthday (featuring Mokobé)          | Matt Houston |  | 3:41 |
| 3.    | Oh Gosh !                                  | Matt Houston |  | 2:48 |
| 4.    | BracO                                      | Matt Houston |  | 2:59 |
| 5.    | Camron's Call                              | Matt Houston |  | 0:13 |
| 6.    | JSMF (Jamais sans mon fils)                | Matt Houston |  | 3:28 |
| 7.    | Chinese Girl (featuring Bishop Lamont)     | Matt Houston |  | 3:44 |
| 8.    | La GoGo (featuring DJ Will)                | Matt Houston |  | 3:27 |
| 9.    | L'Île papillon                             | Matt Houston |  | 3:33 |
| 10.   | Confidence                                 | Matt Houston |  | 3:37 |
| 11.   | Décroche (featuring Green Money et Lucika) | Matt Houston |  | 4:50 |
| 12.   | Le Bagne                                   | Matt Houston |  | 3:03 |
| 36:42 |                                            |              |  |      |

## Classement
| Classement    | Meilleure position |
| ------------- | ------------------ |
| France (SNEP) | 14                 |